# Ian Donald
Ian Donald, CBE (27. prosince 1910 Cornwall – 19. června 1987) byl britský lékař – gynekolog a jeden z průkopníků zavádění ultrazvukových diagnostických metod v lékařství. Jeho článek Investigation of Abdominal Masses by Pulsed Ultrasound, publikovaný 7. června 1958 v medicínském časopise The Lanced, je jednou z nejvýznamnějších publikací definujících zásady tohoto odvětví diagnostiky. Byl profesorem lékařství na Glasgowské univerzitě.